# Loi sur les grains du Manitoba
Loi sur les grains du Canada
La Loi sur les grains du Manitoba (Manitoba Grain Act) est une loi votée par le gouvernement fédéral du Canada en 1900 pour protéger les intérêts des producteurs de céréales contre les violations commises par les entrepreneurs du stockage des céréales, les sociétés de négoce et les chemins de fer.
La loi est entachée d'irrégularités, et une série de modifications sont nécessaires avant l'adoption d'une version plus efficace, la Loi de 1912 sur les grains du Canada. Cette loi est profondément influencée par les dirigeants du monde agricole tels qu'Edward Alexander Perdrix de Sintaluta et William Richard Motherwell d'Abernethy.

## Arrière-plan historique
Après 1878, les gouvernements du Canada mettent en œuvre des politiques pour encourager le développement de la culture des céréales dans les prairies de la province du Manitoba et des territoires du nord-ouest de la Saskatchewan, d'Assiniboia et de l'Alberta, par la mise en place de tarifs définis destinés à encourager la construction d'un chemin de fer transcontinental, le Chemin de fer Canadien Pacifique (CFCP).
La communauté agricole, appelée à produire des cultures de rente pour l'exportation, s'inquiétait de la tension entre les agriculteurs, qui voulaient obtenir le meilleur prix possible pour leurs récoltes, et les négociants en grains, qui voulaient payer aussi peu que possible.
En 1890, les négociants en grains commencent à se regrouper dans de grandes compagnies telles qu'Ogilvie, Nothern et Dominion.
En 1899, il y a 447 silos avec ascenseurs dans les provinces des prairies, dont 95 détenus par deux grandes usines, 206 détenus par des entreprises spécialisées, 120 détenus individuellement par des meuniers et des sociétés céréalières et 26 détenus par des agriculteurs.
Ces derniers ont de la difficulté à obtenir suffisamment de volume pour réaliser des économies d'échelle dans le stockage et la manutention des grains. Les grandes compagnies pouvant les forcer à retirer leurs céréales du marché, en prétextant la présence d'impuretés dans le grain, la perte de grains pendant le chargement ou des coûts de transport jugés trop élevés. Les agriculteurs soupçonnent alors les grandes compagnies de s'entendre sur les prix, même si cela ne peut être prouvé.
À la suite des plaintes des agriculteurs sur les pratiques des marchands en grains, le gouvernement met sur pieds une Commission Royale pour enquêter sur la situation.
La commission de 1899 tient des auditions dans les principaux lieux de la "ceinture de céréales". La commission examine également les pratiques et la réglementation du commerce des grains dans le Minnesota aux États-Unis, ainsi, de nombreuses fonctionnalités de la loi du Minnesota ont été incluses dans les recommandations.
La commission constate « qu'un fournisseur de grain est actuellement soumis à une norme injuste et excessive quant au taux d'impureté de sa marchandise au moment de la vente. ... qu'il existe des doutes quant à la justesse des poids autorisés ou utilisés par les propriétaires de silos élévateurs ». La commission déclare aux entreprises de silos à ascenseurs qu'elles disposent d'un monopole injuste « en refusant de permettre la construction d'entrepôts plats où sont situés les ascenseurs standards » afin de pouvoir « maintenir le prix des céréales en dessous de sa véritable valeur marchande uniquement pour leur seul profit ». Le rapport recommande de légiférer car « il n'existe pas de règles établies pour la régulation du commerce des céréales autres que celles établies et pratiquées par les compagnies de chemin de fer et les propriétaires de silos à ascenseur ».

## La législation
La loi de 1902 sur les grains du Manitoba est adoptée en 1900, dans une première version qui constitue un effort pour résoudre les problèmes identifiés par la Commission Royale et destinée à réglementer et à surveiller le commerce des céréales afin de garantir des pratiques équitables et des prix justes.
Un Commissaire aux entrepôts est nommé pour appliquer la loi. Les installations de manutention des grains doivent nécessairement être agréées.
Des recommandations concernant les chemins de fer sont intégrées à la loi afin de les obliger à fournir gratuitement des plates-formes de chargement et pour donner aux agriculteurs le droit de construire et d'utiliser des plates-formes et entrepôts, en coopération équitable avec les chemins de fer forcés de mettre à disposition des sites et des voies d'évitement.
Les agriculteurs n'obtiennent pas ce qu'ils veulent concernant le chargement du grain en vrac sur les wagons de chemin de fer. Selon la loi, les agriculteurs doivent remplir une voiture complète, ce qui est au-delà de la capacité de beaucoup d'entre eux. De plus, ils doivent la charger dans délai bien précis.

## Les résultats et les modifications
Peu après l'adoption de la loi en 1900, les négociants en grains créent la North West Elevator Association. Apparemment, le but est de fournir une méthode efficace pour fixer des prix des céréales, ainsi que de les envoyer en direction des silos élévateurs. Cependant, les agriculteurs voient cette association comme un cartel anti-concurrence.
En 1901, lors de la récolte dans l'Ouest du Canada, les agriculteurs des Territoires du nord-ouest constatent que les commerçants et le chemin de fer ne se conforment pas à la loi. Les compagnies de chemin de fer donnent aux entreprises de silos-élévateurs une préséance par rapport aux agriculteurs individuels lors de la réception des wagons céréaliers, avec pour effet de forcer les agriculteurs à vendre par le bais d'entreprises de négoce. En novembre 1901, près de soixante-dix producteurs se réunissent à Indian Head, en Saskatchewan, aboutissant à la naissance de la Territoriale Grain Growers' Association (TGGA), un groupe de pression apolitique.
Au mois de février 1902, les délégués de la TGGA tiennent une réunion au cours de laquelle ils approuvent trois recommandations proposées par William Richard Motherwell pour modifier la loi sur les grains. Motherwell et Peter Dayman se rendent à Winnipeg pour se plaindre, où on leur dit que le chemin de fer a de la difficulté à s'adapter à la croissance rapide de la production de blé. À l'automne de 1902, la TGGA poursuit le chemin de fer en justice pour violation des exigences de la loi. La TGGA gagne le procès, verdict confirmé par la cour suprême. La Manitoba Grain Growers' Association (MGGA) est formée à son tour, lors d'une réunion les 3 et 4 mars 1903 à Brandon, au Manitoba.
En 1903, deux agents de la MGGA accompagnent Motherwell et J. B. Gillespie, de la TGGA, à Ottawa, où ils rencontrent les représentants des chemins de fer et des sociétés céréalières afin de réécrire le libellé de la "Loi sur les Grains du Manitoba". Le nouveau texte est présenté comme un amendement à la loi et est adopté cette année-là.

## Sources
- Lyle Dick, Farmers "making Good" : The Development of Abernethy District, Saskatchewan, 1880-1920, University of Calgary Press, 2008, 303 p. (ISBN 978-1-55238-241-7, lire en ligne)
- Ron Friesen, « Fair treatment for Western farmers began 100 years ago », Manitoba Co-operator,‎ 7 avril 2012 (lire en ligne, consulté le 22 septembre 2014)
- Gordon Goldsborough, « United Farmers of Manitoba [Manitoba Grain Growers Association] », Manitoba Historical Society, 8 août 2013 (consulté le 11 septembre 2014)
- Frieda Esau Klippenstein, « MOTHERWELL, WILLIAM RICHARD (1860– 1943) », Encyclopedia of Saskatchewan, 2014 (consulté le 22 septembre 2014)
- Murray Knuttila, Encyclopedia of the Great Plains, University of Nebraska–Lincoln, 2011 (lire en ligne), « Grain Growers Associations »
- Manitoba Agricultural Museum Release, « Farmers of yesteryear protected western wheat quality », Manitoba Co-operator,‎ 22 avril 2014 (lire en ligne, consulté le 22 septembre 2014)
- Karen Nicholson, « Small Farmers, Big Business, and the Battle over the "Prairie Sentinels" », Manitoba History, no 45,‎ spring–summer 2003 (lire en ligne, consulté le 22 septembre 2014)
- USDA, Technical Bulletin, U.S. Department of Agriculture, 1928 (lire en ligne)